# Filmes de 1944 da Monogram Pictures

## Filmes do ano
| Título                             | Estrelado por      | Dirigido por       | Gênero   |
| ---------------------------------- | ------------------ | ------------------ | -------- |
| A Wave, a Wac and a Marine         | Henny Youngman     | Phil Karlson       | Comédia  |
| Alaska                             | Kent Taylor        | George Archainbaud | Aventura |
| Are These Our Parents?             | Helen Vinson       | William Nigh       | Drama    |
| Arizona Whirlwind                  | The Trail Blazers  | Robert Tansey      | Faroeste |
| Baby, Let’s Dance                  | Belita             | Frank Woodruff     | Musical  |
| Black Magic                        | Sidney Toler       | Phil Rosen         | Suspense |
| Block Busters                      | The East Side Kids | Wallace Fox        | Comédia  |
| Bowery Champs                      | The East Side Kids | William Beaudine   | Comédia  |
| Call of the Jungle                 | Ann Corio          | Phil Rosen         | Aventura |
| Charlie Chan in the Secret Service | Sidney Toler       | Phil Rosen         | Suspense |
| Crazy Knights                      | Billy Gilbert      | William Beaudine   | Comédia  |
| Detective Kitty O’Day              | Jean Parker        | William Beaudine   | Suspense |
| Enemy of Women                     | Claudia Drake      | Alfred Zeisler     | Drama    |
| Follow the Leader                  | The East Side Kids | William Beaudine   | Comédia  |
| Ghost Guns                         | Johnny Mack Brown  | Lambert Hillyer    | Faroeste |
| Hot Rhythm                         | Dona Drake         | William Beaudine   | Musical  |
| Johnny Doesn’t Live Here Anymore   | Simone Simon       | Joe May            | Comédia  |
| Land of the Outlaws                | Johnny Mack Brown  | Lambert Hillyer    | Faroeste |
| Law Men                            | Johnny Mack Brown  | Lambert Hillyer    | Faroeste |
| Law of the Valley                  | Johnny Mack Brown  | Howard Bretherton  | Faroeste |
| Leave It to the Irish              | James Dunn         | William Beaudine   | Suspense |
| Marked Trails                      | Hoot Gibson        | John P. McCarthy   | Faroeste |
| Million Dollar Kid                 | The East Side Kids | Wallace Fox        | Comédia  |
| Oh, What a Night!                  | Edmund Lowe        | William Beaudine   | Drama    |
| Outlaw Trail                       | The Trail Blazers  | Robert Tansey      | Faroeste |
| Partners of the Trail              | Johnny Mack Brown  | Lambert Hillyer    | Faroeste |
| Raiders of the Border              | Johnny Mack Brown  | John P. McCarthy   | Faroeste |
| Range Law                          | Johnny Mack Brown  | Lambert Hillyer    | Faroeste |
| Return of the Ape Man              | Bela Lugosi        | Phil Rosen         | Terror   |
| Shadows of Suspicion               | Marjorie Weaver    | William Beaudine   | Suspense |
| Song of the Range                  | Jimmy Wakely       | Wallace Fox        | Faroeste |
| Sonora Stagecoach                  | The Trail Blazers  | Robert Tansey      | Faroeste |
| Sweethearts of the U.S.A.          | Una Merkel         | Lewis D. Collins   | Musical  |
| The Chinese Cat                    | Sidney Toler       | Phil Rosen         | Suspense |
| The Sultan’s Daughter              | Ann Corio          | Arthur Dreifuss    | Musical  |
| The Utah Kid                       | Hoot Gibson        | Vernon Keays       | Faroeste |
| Three of a Kind                    | Billy Gilbert      | Ross Lederman      | Comédia  |
| Trigger Law                        | Hoot Gibson        | Vernon Keays       | Faroeste |
| Voodoo Man                         | Bela Lugosi        | William Beaudine   | Terror   |
| West of the Rio Grande             | Johnny Mack Brown  | Lambert Hillyer    | Faroeste |
| Westward Bound                     | The Trail Blazers  | Robert Tansey      | Faroeste |
| What a Man!                        | Johnny Downs       | William Beaudine   | Comédia  |
| When Strangers Marry               | Dean Jagger        | William Castle     | Suspense |
| Where Are Your Children?           | Jackie Cooper      | William Nigh       | Drama    |
| Women in Bondage                   | Gail Patrick       | Steve Sekely       | Drama    |

## Galeria

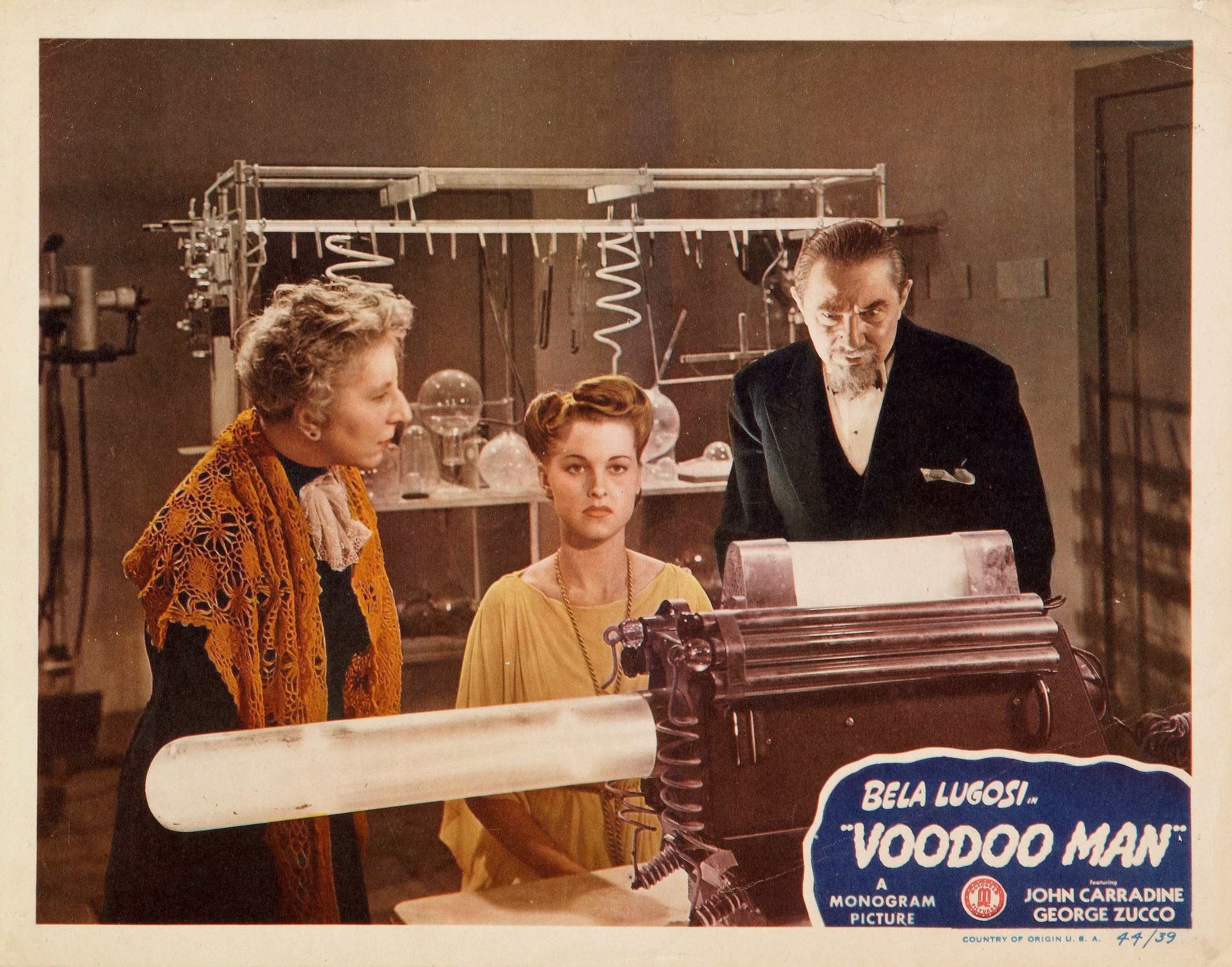
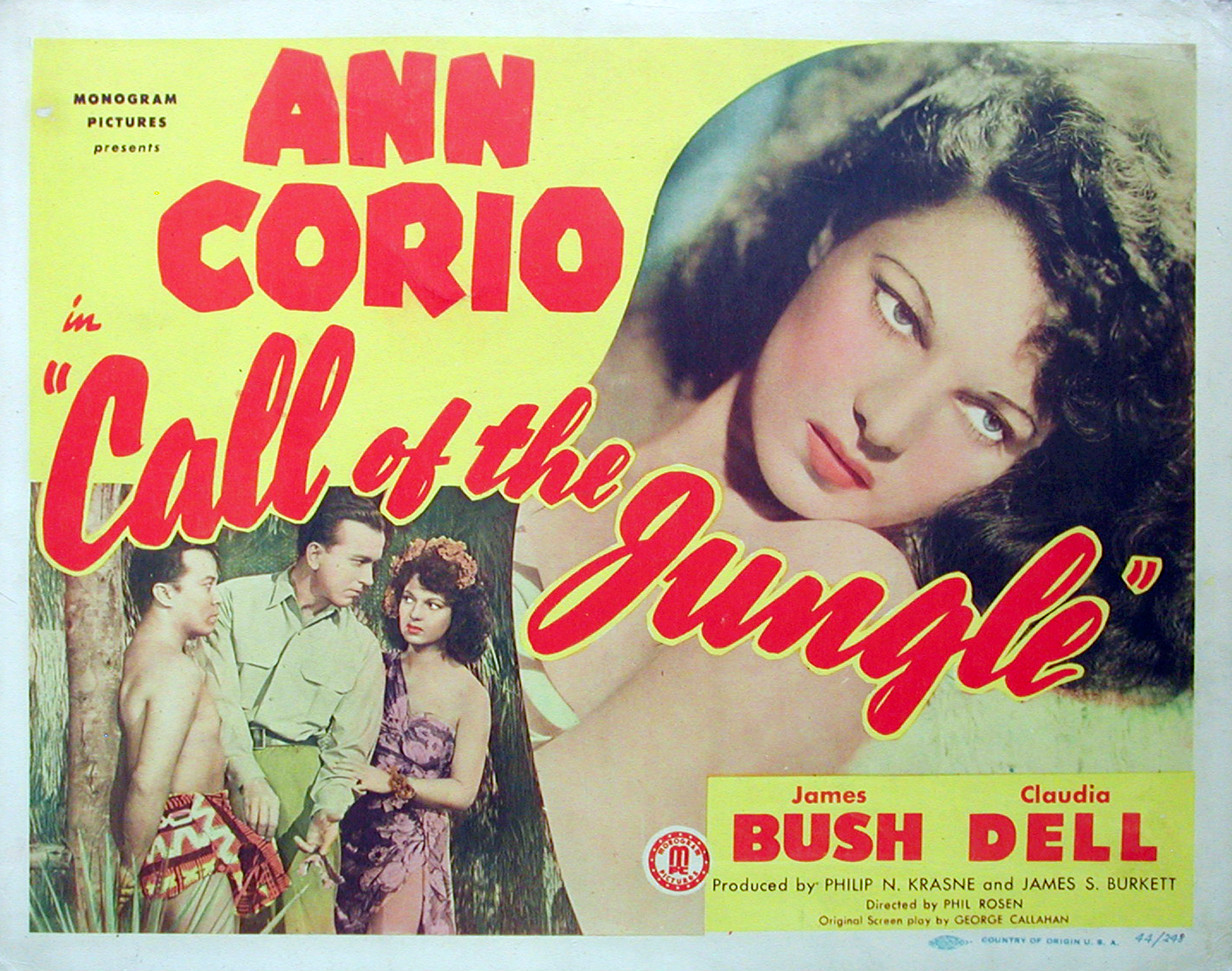
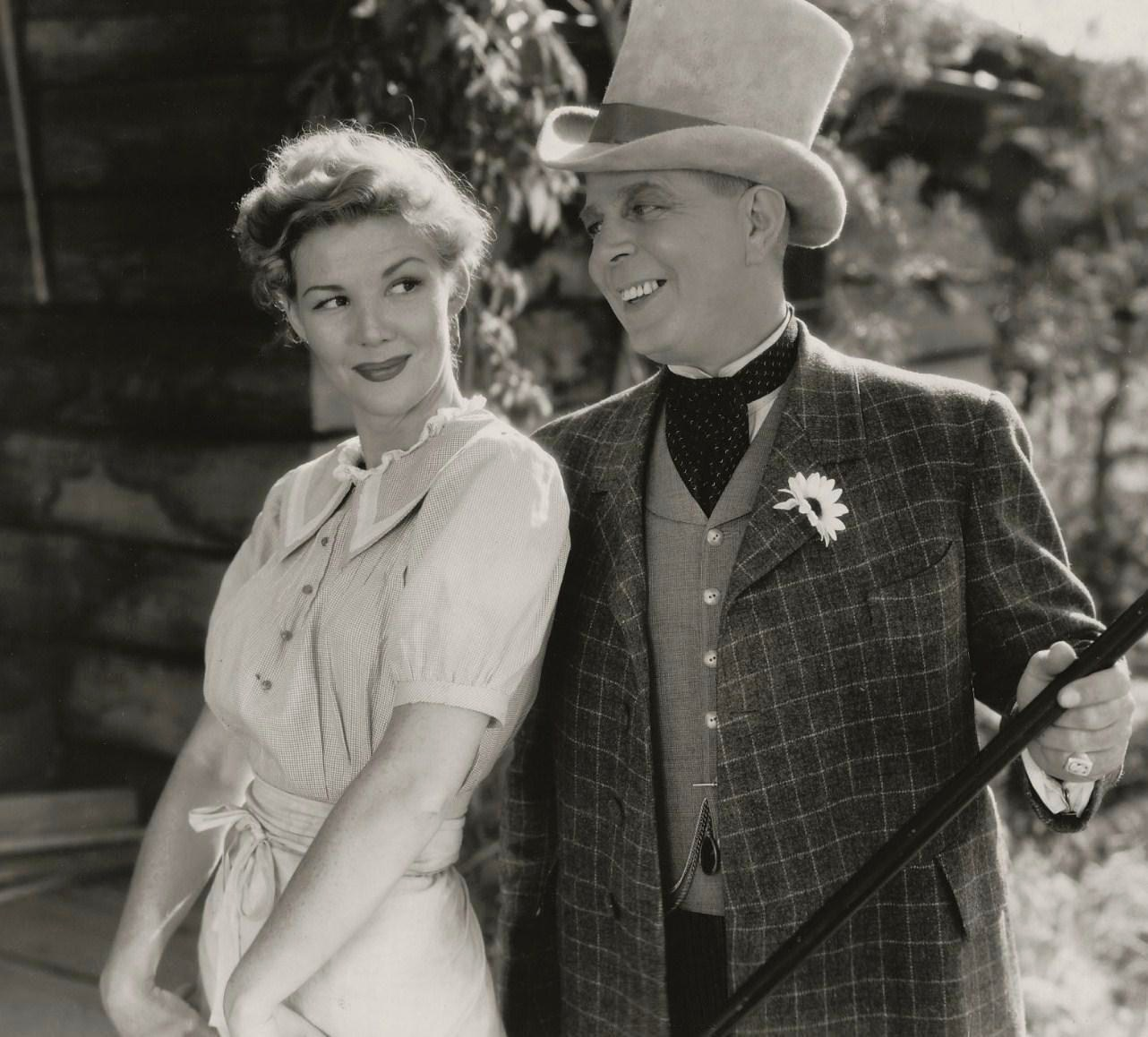
Veda Ann Borg e Hoot Gibson em Marked Trails
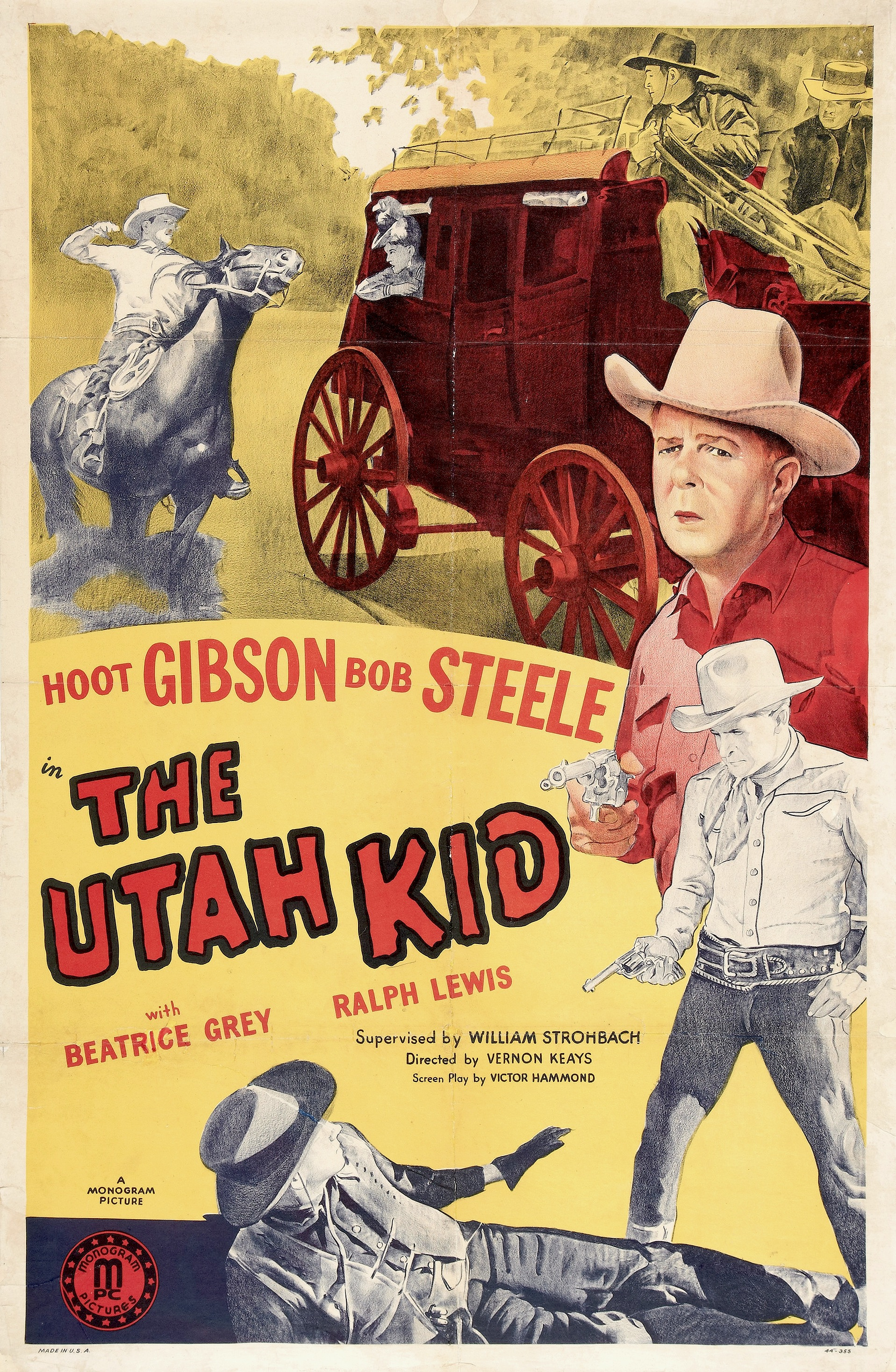
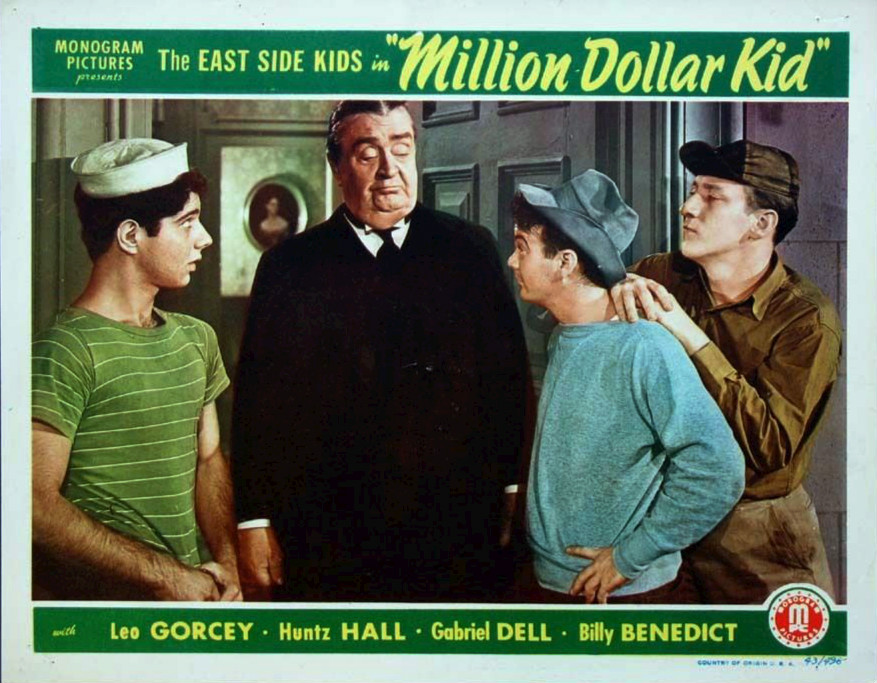
Da esquerda para a direita:Gabriel Dell, Robert Greig, Leo Gorcey e Huntz Hall